# البطولات الوطنية الأمريكية 1944 (كرة مضرب)
قائمة بالأبطال في 1944 البطولات الوطنية الأمريكية لكرة المضرب (المعروفة الآن باسم أمريكا المفتوحة):

## الكبار

### فردي رجال
فرانك باركر هزم  ويليام تاربرت 6-4 3-6 6-3 6-3

### فردي سيدات
باولينا باتز آدي هزم  مارغريت أوسبورن دوبونت 6-3, 8-6